# Wacław Strażewicz (farmaceuta)

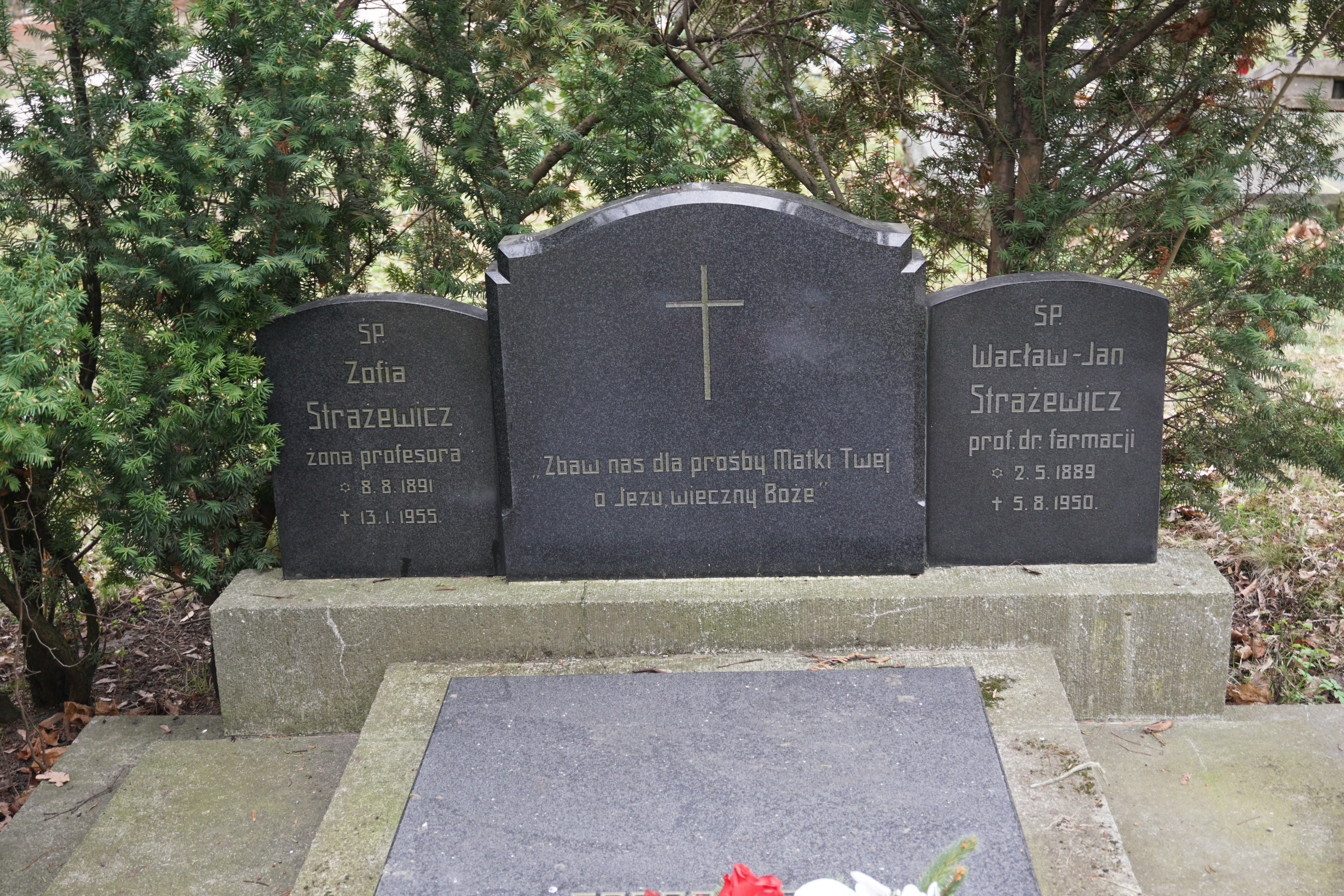
Grób prof. Wacława Strażewicza na cmentarzu Jeżyckim w Poznaniu

Wacław Jan Strażewicz (ur. 2 maja 1889 w Sakniewie, zm. 5 sierpnia 1950 w Drewnicy) – polski farmaceuta i botanik, wykładowca Uniwersytetu Stefana Batorego i Uniwersytetu Poznańskiego, popularyzator zielarstwa i ziołolecznictwa, organizator i pierwszy dyrektor Państwowego Instytutu Naukowego Leczniczych Surowców Roślinnych w Poznaniu.

## Życiorys
Urodził się 2 maja 1889 roku (wg kalendarza gregoriańskiego: 14 maja) we wsi Sakniewo w ówczesnym powiecie sejneńskim, w rolniczej rodzinie Kazimierza i Bronisławy z Żytkowskich. Uczył się w 3-oddziałowej szkole rosyjskiej w Mereczu, a od 1904 roku w tajnej polskiej szkole Heleny Szabłowskiej w Wilnie. W 1906 roku uzyskał w Petersburgu stopień ucznia aptekarskiego. Po odbyciu stażu aptecznego, otrzymał stopień pomocnika aptekarskiego na uniwersytecie w Tomsku. Od 1913 roku prowadził apteki, kolejno w guberni tomskiej oraz miejscowości Czemał na Ałtaju. Do Polski powrócił w 1922 roku. Najpierw prowadził uprawę ziół w 100-hektarowym gospodarstwie w Santoce k. Wilna, następnie został inspektorem Ogrodu Roślin Leczniczych Uniwersytetu Stefana Batorego. Równolegle podjął studia farmaceutyczne, w 1926 roku uzyskując dyplom magistra. Pozostał na uniwersytecie jako pracownik naukowy Wydziału Farmaceutycznego, kierowanego przez profesora Jana Muszyńskiego. W 1931 roku uzyskał stopień doktora farmacji, w 1934 roku habilitację.
W tym okresie publikował zarówno prace naukowe, jak i popularyzujące zielarstwo i ziołolecznictwo. Był redaktorem naczelnym czasopisma „Rośliny Lecznicze i Przemysłowe”, ściśle współpracował z „Wiadomościami Zielarskimi”. W 1937 roku został profesorem nadzwyczajnym Uniwersytetu Poznańskiego. Okres okupacji hitlerowskiej spędził w Santoce. Po zakończeniu wojny powrócił do Poznania, gdzie zorganizował Zakład Farmakognozji. Współuczestniczył również w organizacji Wydziału Farmaceutycznego Akademii Lekarskiej w Gdańsku. W 1946 roku został prodziekanem Wydziału Farmaceutycznego Uniwersytetu Poznańskiego. W 1947 roku z jego inicjatywy powstał w Poznaniu Państwowy Instytut Naukowy Leczniczych Surowców Roślinnych, którego został pierwszym dyrektorem. Był członkiem Komisji Farmaceutycznej Polskiej Akademii Umiejętności, Polskiego Towarzystwa Farmaceutycznego, Polskiego Towarzystwa Botanicznego, Polskiego Towarzystwa Chemicznego, Poznańskiego Towarzystwa Przyjaciół Nauk, Polskiego Komitetu Zielarskiego oraz Państwowej Rady Zdrowia. 22 lipca 1949 roku został odznaczony Krzyżem Kawalerskim Orderu Odrodzenia Polski.
Od 1917 roku był mężem Zofii z d. Bagraniec (1891–1955).
Zmarł 5 sierpnia 1950 roku podczas urlopu wypoczynkowego w Drewnicy. Pochowany 9 sierpnia 1950 roku na cmentarzu Jeżyckim w Poznaniu (kwatera L-0f-41).

## Upamiętnienie
W Poznaniu oraz w Plewiskach, gm. Komorniki znajdują się ulice jego imienia.